# Jessica von Bredow-Werndl
Jessica von Bredow-Werndl (* 16. Februar 1986 in Rosenheim als Jessica Werndl) ist eine deutsche Dressurreiterin.

## Werdegang
Der Leistungssport spielt in der Familie Werndl eine wichtige Rolle: Der Vater segelte leistungssportmäßig, die Mutter fuhr Skirennen. Als ihr Bruder Benjamin, der heute ebenfalls professioneller Dressurreiter ist, Reitunterricht bekam, wollte Jessica auch reiten. Im Alter von vier Jahren erhielt sie ihre erste Reitstunde, mit sieben Jahren ein eigenes Pony, einen Lewitzer. Ihre Tante züchtete Ponys dieser Rasse in Tuntenhausen-Aubenhausen, später übernahm die Familie Werndl deren Hof. 1998 und 1999 qualifizierte sich Werndl mit dem Deutschen Reitpony Nino the Champ für das Bundeschampionat.
Nach dem Umstieg von Ponys auf Großpferde konnte Jessica Werndl viele Erfolge in den jeweiligen Altersklassen verzeichnen: Sie wurde 2002 Doppel-Europameisterin der Junioren. Bei den Jungen Reitern wurde sie 2003 mit Bonito deutsche Meisterin der Altersklasse, bei den Europameisterschaften der Jungen Reiter 2004 in Aarhus gewann sie im Einzel die Gold- und mit der Mannschaft die Silbermedaille. Nach dem Abitur studierte von Werndl via Fernstudium Marketing und Kommunikation an der SMI in Berlin.
Im Jahr 2006 stieg Jessica Werndl in den Dressursport auf Grand Prix-Niveau ein. Mit den Pferden Duchess und Duke trat sie 2006 und 2007 bei verschiedenen internationalen Dressurturnieren an. Zusammen mit ihrem Bruder vertrat sie Deutschland 2007 beim CDIO 2*-Nationenpreisturnier in Hickstead. Da der Sprung vom Jungen-Reiter-Alter in den Grand-Prix-Sport nicht gelang, setzte sie zunächst auf die Ausbildung junger Pferde. Ab 2007 trainierte Werndl zudem bei Isabell Werth. Bis 2012 war Werndl mit verschiedenen Pferden Teilnehmerin am Bundeschampionat, nahm an den Weltmeisterschaften der jungen Dressurpferde und am Finale des Nürnberger Burg-Pokals teil.
Seit 2009 stellt Beatrice Bürchler-Keller (bis 2019 5*-Dressurrichterin) ihre Pferde zur Ausbildung und Turniervorstellung Jessica von Bredow-Werndl zur Verfügung. Das erste Erfolgspferd aus dieser Verbindung war Unee BB, den von Bredow-Werndl 2013 in den Grand Prix-Sport brachte. Im selben Jahr folgte für das Paar die Möglichkeit, in der CDI 4*-Tour beim CHIO Aachen sowie in der Westeuropaliga des Weltcups zu starten.
2014 wurde sie in den A-Kader (heute Olympiakader) berufen und gewann kurz darauf in Göteborg ihre erste Weltcupprüfung, beim Weltcupfinale in Lyon belegte sie Rang sieben. 2015 ritt sie bei den Europameisterschaften in Aachen für Deutschland und gewann dort mit dem Team die Bronzemedaille, im Einzel ritt sie auf Rang sieben. Ebenfalls 2015 belegte sie beim Weltcupfinale in Las Vegas Rang drei, diese Platzierung gelang ihr 2016 in Göteborg erneut. Die Qualifikation für die Olympischen Spiele 2016 verpasste sie als zweite Reservereiterin knapp.
2018 belegte sie mit Unee BB erneut den dritten Platz beim Weltcupfinale in Paris.
Bei den deutschen Meisterschaften in Balve erreichte sie mit Dalera Bronze und mit Zaire Rang 4 in der Kür. Im Juli gewann sie zudem mit der deutschen Mannschaft den Nationenpreis im Rahmen des CHIO Aachens. Zwei Monate später bei den Weltreiterspielen 2018 in Tryon gewann sie bei ihren ersten Weltreiterspielen im Sattel von TSF Dalera BB mit der deutschen Mannschaft die Goldmedaille und erreichte im Grand Prix Spécial (die Grand Prix Kür fiel auf Grund von Hurrikan Florence aus) Platz 13. Bis zu den Europameisterschaften ein Jahr später hatte sich Dalera leistungsmäßig nochmals deutlich gesteigert, neben der Mannschafts-Goldmedaille gewann von Bredow-Werndl in Rotterdam auch mit einer neuen bisherigen Bestleistung von 89,107 % Einzel-Bronze in der Grand Prix-Kür.
Bei den Deutschen Meisterschaften 2020 gewann Jessica von Bredow-Werndl mit Dalera erstmals den Meistertitel im Grand Prix Spécial. Diesen Erfolg konnte sie ein Jahr später wiederholen, zudem gewann sie mit einem Ergebnis von 93,025 % auch den Meistertitel in der Grand Prix-Kür. Bei den Olympischen Sommerspielen in Tokio gewann von Bredow-Werndl mit Dalera sowohl Mannschaftsgold als auch Gold im Einzelwettbewerb. Bei den Europameisterschaften 2021 in Hagen a.T.W. errang das Paar alle Goldmedaillen (Mannschaft, Grand Prix Special und Grand Prix-Kür).
Im September 2021 erreichte Jessica von Bredow-Werndl mit Dalera erstmals Platz eins der Weltrangliste. Mit Zaire befand sie sich zudem auf Rang sieben der Weltrangliste. Mit diesen beiden Pferden war sie zudem für 2021 im Championatskader.
Jessica von Bredow-Werndl gewann mit Dalera im April 2022 zum ersten Mal das in Leipzig ausgetragene Weltcupfinale. Nach einer Mutterschaftspause im Sommer 2022 verteidigte das Paar im April 2023 den Weltcupfinalsiegertitel in Omaha. Auch beim CHIO Aachen und bei den Europameisterschaften in Riesenbeck lieferte das Paar jeweils das beste Ergebnis des Starterfelds ab.
Bei den Deutschen Meisterschaften 2024 in Balve siegte sie mit TSF Dalera BB sowohl im Grand Prix Spécial als auch im Grand Prix Kür. Das Paar wurde anschließend frühzeitig für die Olympische Sommerspiele 2024 in Paris gesetzt. Dort gewann Jessica von Bredow-Werndl mit TSF Dalera BB sowohl mit der Mannschaft und in der Einzelwertung die Goldmedaille. Sie ist damit die zweite Dressurreiterin, die bei zwei aufeinanderfolgenden Olympischen Spielen mit demselben Pferd sowohl in der Mannschafts- als auch in der Einzelwertung Gold gewann. Zuvor war dies nur Nicole Uphoff 1988/1992 mit Rembrandt gelungen. Henri Saint Cyr ritt 1952 und 1956 unterschiedliche Pferde.
Jessica von Bredow-Werndl ist seit 2013 mit Max von Bredow verheiratet, mit dem sie einen Sohn und eine Tochter hat. Gemeinsam mit ihrem Bruder Benjamin betreibt sie nahe Rosenheim das Gut Aubenhausen (Gemeinde Tuntenhausen), einen Ausbildungs- und Dressurstall.

## Pferde
aktuelle Turnierpferde:

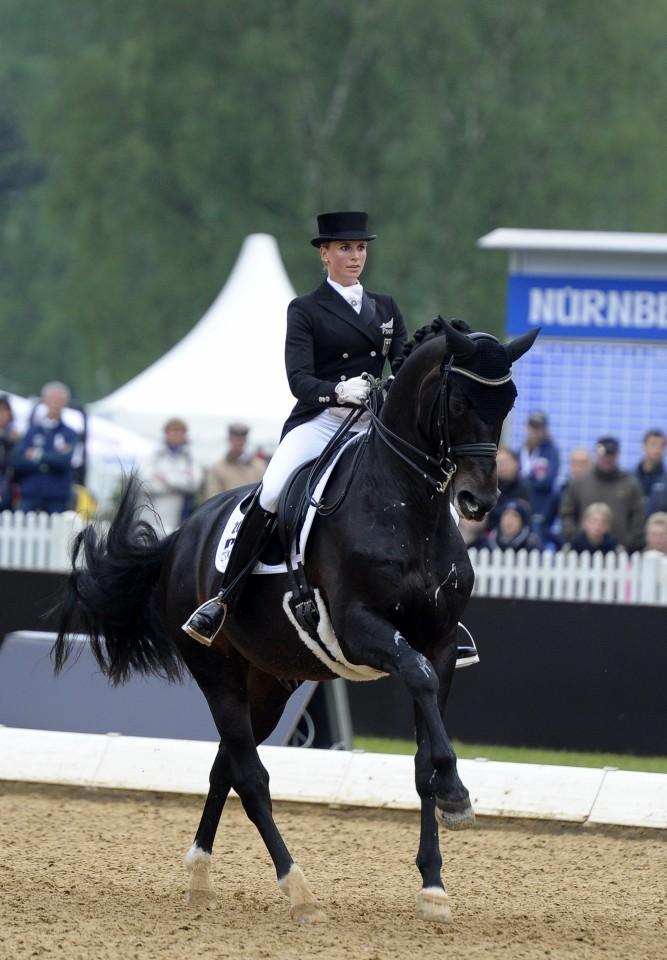
Jessica von Bredow-Werndl und Unee BB (2015)

- Got It BB (* 2015), Dänisches Warmblut brauner Hengst, Vater: Grand Galaxy Win, Muttervater: Don Schufro
- Forsazza de Malleret (* 2013), braune Oldenburger Stute, Vater: For Romance I, Muttervater: Sarkozy 3
- Great Gatsby PS (* 2014), Oldenburger Rapphengst, Vater: Grey Flanell, Muttervater: Sir Donnerhall I
- Fosbury OLD (* 2017), schwarzer Oldenburger Wallach, Vater: For Romance I, Muttervater: Depardieu
- Simba 217 (* 2016), dunkelbrauner Hannoveraner Hengst, Vater: Blue Hors St. Schufro, Muttervater: Hofrat
- Del Sogno (* 2019), dunkelbrauner Hannoveraner Hengst, Vater: Dante’s Jr., Muttervater: Lauries Crusador xx
- Times Kismet (* 2015), braune KWPN-Stute, Vater: Ampère, Muttervater: Lord Leatherdale, bis Oktober 2024 von Charlotte Dujardin geritten
- Vogue 14 (* 2019), brauner Hannoveraner Wallach, Vater: Vitalis, Muttervater: Fidertanz
- Diallo 3 (* 2015), brauner Hannoveraner Wallach, Vater: Dancier, Muttervater: Floriscount OLD

ehemalige Turnierpferde:
- Unee BB (* 2001), dunkelbrauner KWPN-Hengst, Vater: Gribaldi, Muttervater: Dageraad, Besitzer: Beatrice Bürchler-Keller, im Dezember 2018 aus dem Spitzensport verabschiedet[25][26]
- Renommee 41 (* 2002), Hannoveraner Rappwallach, Vater: Rotspon, Muttervater: Laptop, zuletzt 2011 sportlich aktiv gewesen
- Dauphin 31 (* 2010), Holsteiner Schimmelwallach, Vater: De Chirico, Muttervater: Linaro, seit April 2022 von Tabea Fröschle geritten
- Dante’s Peak FRH (* 2005), Hannoveraner Fuchswallach, Vater: Dimaggio, Muttervater: Wolkentanz I, zuletzt 2016 sportlich aktiv gewesen
- Marrakesch 35 (* 2012), DSP-Rappwallach, Vater: E.H. Millennium, Muttervater: Dionysos, im Juli 2023 an Lea Jell verkauft
- Zaire-E (* 2004), braune KWPN-Stute, Vater: Son de Niro, Muttervater: Jazz[27], ab 2021 von Selina Söder geritten
- Sir Max 4 (* 2011), dunkelbrauner Hannoveraner Wallach, Vater: St. Moritz Junior, Muttervater: Del Pierro[28], ab 2023 von Marie Sohler geritten
- Exclusive BB (* 2010), Hannoveraner, Dunkelfuchs-Wallach, Vater: Edward, Muttervater: Hardenberg Donnerschwee[29], seit Oktober 2022 von Sonja Kristina Krall geritten
- Franz Joseph BB (* 2013), dunkelbrauner Hannoveraner Wallach, Vater: Franziskus FRH, Muttervater: Rascalino, zuletzt 2022 von Raphael Netz geritten
- Tamino (* 2014; † 2024), schwarzbrauner Oldenburger Wallach, Vater: Tomahawk, Muttervater: Florencio I, an Laura Viessmann verkauft
- TSF Dalera BB (* 2007), dunkelbraune Trakehner Stute, Vater: Easy Game, Muttervater: Handryk[30], bei den CHI Classics in Basel im Januar 2025 aus dem Sport verabschiedet[31], danach in der Zucht
- Ferdinand BB (* 2009), dunkelbrauner Hannoveraner Wallach, Vater: Florencio I, Muttervater: Lanciano[32], zuletzt 2022 sportlich aktiv gewesen

## Erfolge

### Championate und Weltcup
Olympische Spiele

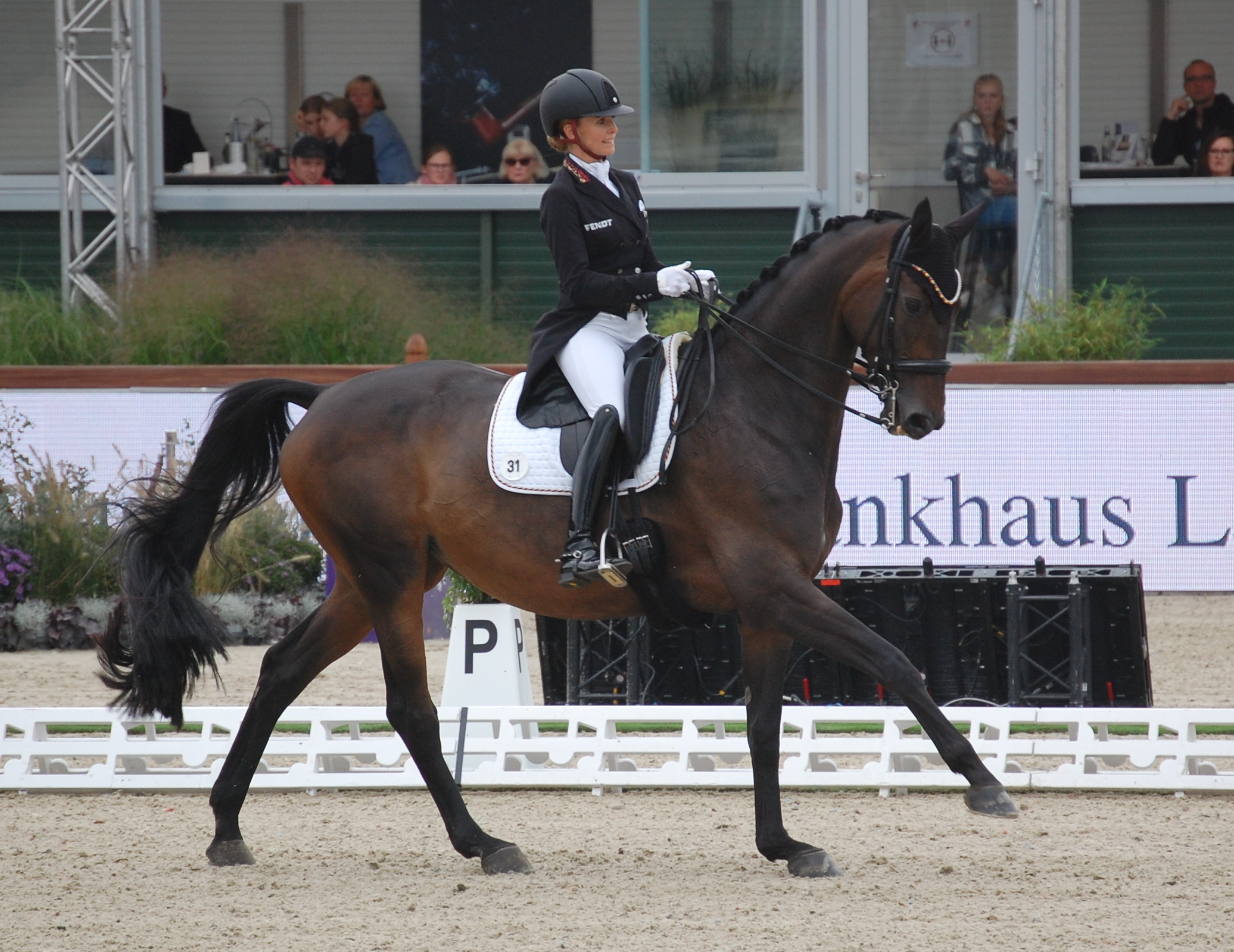
Jessica von Bredow-Werndl und Dalera bei den Europameisterschaften 2021

- 2020/2021, Tokio: mit TSF Dalera BB 1. Platz mit der Mannschaft und 1. Platz in der Einzel-Kür
- 2024, Paris: mit TSF Dalera BB 1. Platz mit der Mannschaft und 1. Platz in der Einzel-Kür.

Weltmeisterschaften
- 2018, Tryon NC: mit TSF Dalera BB 16. Platz im Einzel (Grand Prix Spécial), 1. Platz mit der Mannschaft

Europameisterschaften
- 2002, Pratoni del Vivaro (Junioren): mit Bonito Gold im Einzel[33] und Gold mit der Mannschaft[1]
- 2003, Saumur (Junge Reiter): mit Duchesse Silber im Einzel und Gold mit der Mannschaft[34]
- 2004, Aarhus (Junge Reiter): mit Bonito Gold im Einzel und Silber mit der Mannschaft
- 2015, Aachen: mit Unee Bronze mit der Mannschaft, 8. Platz im Grand Prix Spécial (74,790 %), 7. Platz in der Grand Prix-Kür (80,214 %)[35]
- 2019, Rotterdam: mit TSF Dalera BB Gold mit der Mannschaft, 4. Platz im Grand Prix Spécial (78,541 %), Bronze in der Grand Prix-Kür (89,107 %)
- 2021, Hagen am Teutoburger Wald: mit TSF Dalera BB Gold mit der Mannschaft, Gold im Grand Prix Spécial (84,271 %) und in der Grand Prix-Kür (91,021 %)
- 2023, Riesenbeck: mit TSF Dalera BB Silber mit der Mannschaft, Gold im Grand Prix Spécial (85,593 %) und in der Grand Prix-Kür (92,818 %)

Deutsche Meisterschaften
- Grand Prix Spécial
  - 2015: Bronze mit Unee
  - 2018: Rang 4 mit Dalera, Rang 5 mit Zaire
  - 2019: Bronze mit Dalera
  - 2020: Gold mit Dalera
  - 2021: Gold mit Dalera, Rang 11 mit Zaire
  - 2023: Gold mit Dalera
  - 2024: Gold mit Dalera
- Grand Prix Kür
  - 2014: Bronze mit Unee
  - 2015: Bronze mit Unee
  - 2018: Bronze mit Dalera, Rang 4 mit Zaire
  - 2019: Silber mit Dalera
  - 2020: Silber mit Dalera
  - 2021: Gold mit Dalera, Rang 8 mit Zaire
  - 2023: Gold mit Dalera
  - 2024: Gold mit Dalera

Weltcupfinale
- 2014, Lyon: mit Unee Platz 7

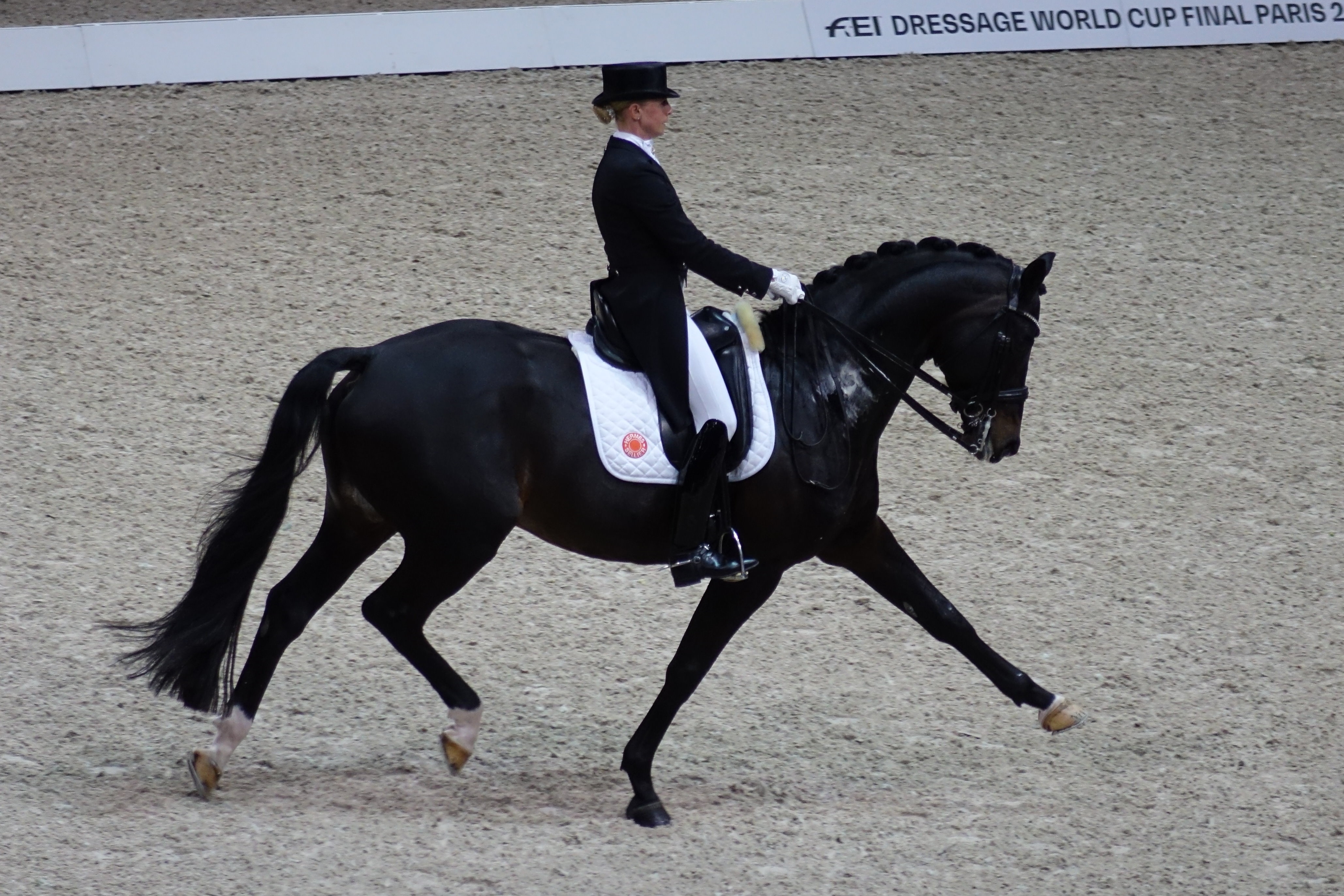
Jessica von Bredow-Werndl mit Unee beim Weltcupfinale 2018

- 2015, Las Vegas: mit Unee 3. Platz
- 2016, Göteborg: mit Unee 3. Platz
- 2017, Omaha: qualifiziert mit Unee, jedoch kurzfristige Absage auf Grund einer Kolik
- 2018, Paris: mit Unee 3. Platz
- 2022, Leipzig: mit TSF Dalera BB 1. Platz
- 2023, Omaha: mit TSF Dalera BB 1. Platz

### Beste internationale Ergebnisse (seit 2013)
- Grand Prix de Dressage
  - 2022: 83,065 % (1. Platz beim CDI5* Stockholm mit TSF Dalera BB)
  - 2021: 84,379 % (beim Grand Prix der Olympischen Spiele in Tokio mit TSF Dalera BB)
  - 2020: 81,500 % (1. Platz beim CDI-W Neumünster mit TSF Dalera BB)
  - 2019: 79,848 % (2. Platz beim CDI-W Stuttgart mit TSF Dalera BB)
  - 2018: 79,217 % (1. Platz beim CDI 5* Genf mit TSF Dalera BB)
  - 2017: 77,220 % (1. Platz beim CDI 4* Frankfurt mit Zaire-E)
  - 2016: 76,620 % (4. Platz beim CDI-W Amsterdam mit Unee)
  - 2015: 76,960 % (3. Platz beim CDI-W Stuttgart mit Unee)
  - 2014: 75,480 % (3. Platz beim CDI-W Neumünster mit Unee)
  - 2013: 73,149 % (5. Platz beim CDI-W Stockholm mit Unee)
- Grand Prix Spécial
  - 2022: 70,553 % (5. Platz beim CDI 5* Frankfurt mit Ferdinand BB)
  - 2021: 84,766 % (2. Platz beim CDI 4* Kronberg mit TSF Dalera BB)
  - 2020: 81,723 % (1. Platz beim CHI Donaueschingen mit TSF Dalera BB)
  - 2019: 79,404 % (2. Platz beim CDI 4* Hagen mit TSF Dalera BB)
  - 2018: 77,872 % (3. Platz beim CDI 4* Hagen mit Zaire-E)
  - 2017: 77,157 % (1. Platz beim CHI Donaueschingen mit Unee)
  - 2016: 77,000 % (3. Platz beim CDI 4* Hagen mit Unee)
  - 2015: 79,490 % (2. Platz beim CDIO 5* Hagen mit Unee)
  - 2014: 76,078 % (1. Platz beim CDI 3* Kaposvár mit Zaire)
  - 2013: 73,209 % (2. Platz beim CDI 3* Verden mit Unee)
- Grand Prix Kür
  - 2022: 90,836 % (1. Platz beim Weltcupfinale 2022 mit TSF Dalera BB)
  - 2021: 91,732 % (1. Platz bei den Olympischen Spielen in Tokio mit TSF Dalera BB)
  - 2020: 89,640 % (1. Platz beim CDI-W Neumünster mit TSF Dalera BB)
  - 2019: 89,107 % (3. Platz bei den Europameisterschaften 2019 mit TSF Dalera BB)
  - 2018: 84,075 % (1. Platz beim CDI 5* Genf mit TSF Dalera BB)
  - 2017: 81,565 % (2. Platz beim CDI-W Salzburg mit Unee)
  - 2016: 83,350 % (2. Platz beim CDI-W Amsterdam mit Unee)
  - 2015: 82,450 % (3. Platz beim CDIO 5* Hagen mit Unee)
  - 2014: 82,625 % (1. Platz beim CDI-W Kaposvár mit Unee)
  - 2013: 76,325 % (5. Platz beim CDI 3* Stockholm mit Unee)

### Persönliche Auszeichnungen
- 2022: Bayerischer Verdienstorden[36]